# Zewdnesh Belachew
Zewdnesh Belachew (ur. 1993) – etiopska lekkoatletka specjalizująca się w biegach długodystansowych.

## Osiągnięcia
| Rok  | Impreza                     | Miejsce  | Konkurencja                   | Pozycja    | Wynik    |
| ---- | --------------------------- | -------- | ----------------------------- | ---------- | -------- |
| 2011 | Mistrzostwa Afryki juniorów | Gaborone | bieg na 3000 m z przeszkodami | 2. miejsce | 10:02,99 |